# Marcos Mateo
Marcos Aurelio Mateo Lora (né le 18 avril 1984 à San Cristobal, République dominicaine) est un lanceur de relève droitier des Padres de San Diego de la Ligue majeure de baseball.

## Carrière
Marcos Mateo signe son premier contrat en 2004 avec les Reds de Cincinnati. En septembre 2007, alors qu'il évolue en ligue mineure dans l'ogarnisation des Reds, il est échangé aux Cubs de Chicago pour compléter une transaction conclue plus tôt qui avait permis à Cincinnati d'acquérir le voltigeur Buck Coats.
Marcos fait ses débuts dans les majeures dans l'uniforme des Cubs le 9 août 2010. Il mérite sa première victoire dans le baseball majeur le 7 mai 2011 dans un gain des Cubs sur les Reds de Cincinnati. Après avoir affiché une moyenne de points mérités de 5,82 en 21 sorties en 2010, il améliore ses performances en 2011 avec une moyenne de 4,30 en 23 matchs. À chacune de ces deux premières saisons, il compte plus de retraits sur des prises (26 et 25) que de manches (21,2 et 23) passées au monticule.
Il rate toute la saison 2012 à la suite d'une opération de type Tommy John. Il revient au jeu en 2013 mais dans les ligues mineures, avec des clubs affiliés aux Cubs. Il passe brièvement par les Diamondbacks de l'Arizona, qui le réclament au repêchage de règle 5 en décembre 2013 alors qu'il joue en République dominicaine, mais est dès le printemps suivant retourné aux Cubs. Il évolue en ligues mineures pour les Cubs de l'Iowa en 2014.
Il effectue un retour dans les majeures en 2015 avec les Padres de San Diego.
En 2016, il rejoint l'effectif de l'équipe japonaise des Hanshin Tigers au poste d'infielder.